# Vincent Pérez
Vincent Pérez, född 10 juni 1964 i Lausanne, är en schweizisk skådespelare, regissör och filmproducent. När han var 18 år lämnade han Schweiz för att flytta till Frankrike och börja studera drama.

## Filmografi, i urval
- 1990 – Cyrano de Bergerac
- 1992 – Indochine
- 1994 – Drottning Margot
- 1996 – The Crow: City of angels
- 1998 – Förbjuden kärlek
- 2002 – De fördömdas drottning
- 2007 – Arn – Tempelriddaren
- 2025 – Hot Milk